# Faro di capo Kanin
Il faro di capo Kanin, o faro di Kanin Nos (in russo Канинский маяк?, Kaninskij Majak) è un faro situato sul capo Kanin, punta nord-ovest della penisola di Kanin, nel circondario autonomo dei Nenec in Russia. Si trova al confine tra il Mar Bianco e il Mare di Barents.

## Storia
Fino alla fine del XX secolo la zona della penisola di Kanin era scarsamente abitata, e non erano presenti fari o luci di segnalazione lungo le coste. Alla fine del secolo i capitani delle navi di passaggio nella zona iniziarono a lamentarsi della pericolosità di navigare di fronte a capo Kanin per l'assenza di luci di segnalazione, e nel 1909 la commissione che si occupava della costruzione dei fari nella zona del Mar Bianco raccomandò l'installazione di un faro sul promontorio.
La costruzione del faro ebbe luogo però solo nel 1915, dopo che il navigatore Boris Andreevič Vil'kickij viaggiando con successo da Vladivostok ad Arcangelo aveva dimostrato la fattibilità della rotta a nord est, e dopo che lo scoppio della prima guerra mondiale aveva reso difficile per la Russia la navigazione commerciale attraverso il Mar Baltico e il Mar Nero.
Il primo faro costruito su capo Kanin era una semplice torre circolare in ferro alta 3,6 metri, dotata di luce di segnalazione e di una stazione radio. La torre era stata realizzata a San Pietroburgo e portata via treno fino ad Arcangelo, mentre la lanterna, alimentata ad acetilene, era stata acquistata in Svezia. Nonostante la scarsa altezza della torre, l'elevazione di 47 metri rispetto al livello del mare permetteva alla luce di essere vista fino a 12 miglia di distanza.
Durante gli anni della guerra civile che seguì la Rivoluzione d'ottobre il faro e la stazione radio vennero abbandonati. Il faro venne rimesso in funzione nel 1922 e continuò a funzionare fino al secondo dopoguerra, quando venne sostituito da una nuova struttura alta 23 metri e con una portata di 22 miglia.

## Descrizione

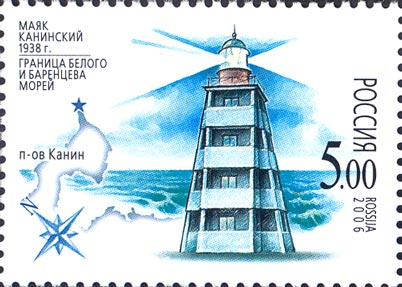
Il francobollo dedicato al faro

Il faro è costituito da una torre piramidale in legno di quattro piani, sormontata da un camminamento e dalla lanterna. La torre è alta complessivamente 23 metri ed è dipinta a righe bianche e nere. L'elevazione rispetto al livello del mare è di 75 metri, permettendo alla luce di avere una portata di 22 miglia nautiche. La lanterna genera due lampi bianchi ogni 13.8 secondi. Il faro è inoltre dotato di un corno da nebbia.
Nel 2006 Počta Rossii, l'azienda di servizi postali della Federazione russa, ha emesso un francobollo commemorativo raffigurante il faro.